# Шпунц (фільм, 1938)
«Шпунц» (фр. Le Schpountz) — французький комедійний фільм 1938 року, поставлений режисером Марселем Паньолем з Фернанделем, Оран Демазі та Фернаном Шарпеном у головних ролях. У 1999 році Жерар Урі зняв ремейк фільму з також назвою.

## Сюжет
25-річний Ірене Фабр (Фернандель), якого колись прихистив і виростив його дядько-крамар, відмовляється працювати на свого благодійника. Він вважає себе володарем божественного дару: йому нібито на роду написано стать кіноактором. Він — те, що на жаргоні знімальної групи, що проїздом минає ці краї, називається «шпунц»: фанатичний любитель кіно, якого пристрасть позбавляє розуму і який упевнений, що кінематограф розкриє перед ним шляхи до карколомної кар'єри. Кіношники розігрують з Ірене злий жарт: підписують з ним фальшивий контракт і запрошують до Парижа на зустріч з продюсером Маєрбумом. Коли Ірене розуміє, що його обдурили, Франсуаза (Оран Демазі), монтажер групи, допомагає йому влаштуватися реквізитором. Пізніше його умовляють знятися в маленькій ролі. Ірене здається, що він виконав її в серйозній і драматичній манері, проте назовні проривається усе його комічне дарування. Він стає зіркою і, одружившись з Франсуазою, повертається в село, де повідомляє дядька про те, ким він став.

## У ролях
| • Фернандель    | … | Ірене Фабр на прізвисько «Шпунц» |
| • Оран Демазі   | … | Франсуаза                        |
| • Фернан Шарпен | … | дядечко Батист Фабр              |
| • Леон Бельєр   | … | мосьє Маєрбум                    |
| • Робер Ватьє   | … | Астрюк                           |
| • Аліс Робер    | … | Рита Камелія                     |
| • Одетт Роже    | … | тітка Клариса                    |
| • П'єр Брассер  | … | Кузин                            |
| • Жан Кастан    | … | Казимир Фабр                     |
| • Енріко Глорі  | … | режисер                          |
| • Анрі Путюн    | … | Галюбер                          |
| • Шарль Блаветт | … | Мартелетт                        |
| • Андре Поллак  | … | той, що зізнався                 |
| • Аліда Руфф    | … | мадам Фенюз                      |

## Знімальна група
- Автор сценарію — Марсель Паньоль
- Режисер-постановник — Марсель Паньоль
- Продюсер — Марсель Паньоль
- Оператор — Віллі Факторович
- Композитор — Казимир Оберфельд
- Монтаж — Сюзанна Кабон, Сюзанна де Тройє
- Звук — Марсель Лавойня, Жак Лекок